# Hemigrammus lunatus

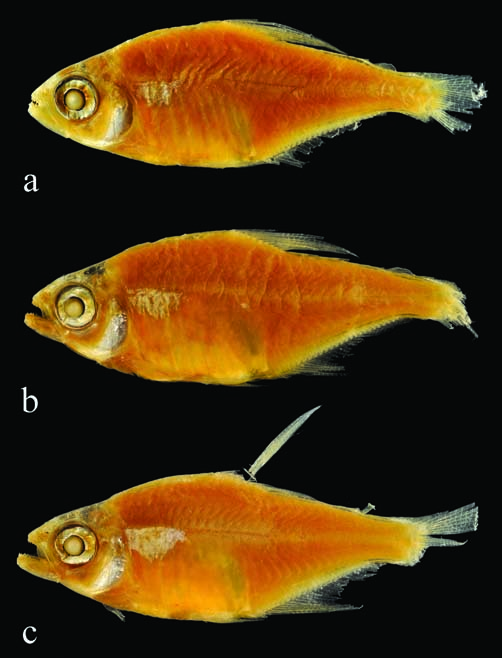
Hemmigrammus Lunatus

Hemigrammus lunatus es una especie de pez de la familia Characidae en el orden de los Characiformes.

## Morfología
Los machos pueden llegar alcanzar los 4,8 cm de longitud total.

## Distribución geográfica y hábitat
Se encuentran en Sudamérica: cuencas de los ríos Amazonas, Paraguay y Surinam. Vive en zonas de clima tropical.